# Carl Johnson (Grand Theft Auto)
Pour les articles homonymes, voir Johnson et Carl Johnson.
Carl Johnson, surnommé CJ, est un personnage américain de jeu vidéo de la série Grand Theft Auto. C'est le héros incarné par le joueur dans Grand Theft Auto: San Andreas édité en 2004 sur PlayStation 2, et en 2005 sur PC et Xbox.

## Conception du personnage
Interrogé sur le modèle de personnage de Carl, l'acteur Young Maylay a déclaré que l'équipe de développement avait pris des photos "très professionnelles" de lui pour le modèle.

### Personnalisation
Contrairement aux personnages principaux des précédents jeux Grand Theft Auto, l'apparence de Carl est hautement personnalisable, car le joueur peut acheter des coupes de cheveux, des tatouages et des vêtements pour lui. Certains vêtements, tatouages et coiffures améliorent la réputation de Carl auprès des membres de son gang ainsi que son sex-appeal envers ses petites amies. Au fur et à mesure que Carl fait du vélo, conduit des voitures et des motos, et pilote des avions, ses compétences s'amélioreront dans chacun de ces domaines. Il en va de même pour les armes qu'il utilise. Le joueur peut également choisir de faire de l'exercice, ce qui améliore les compétences telles que la musculation et l'endurance de Carl. Se rendre trop fréquemment dans des fast-foods pour consommer leur nourriture grasse augmentera la masse corporelle de Carl avec le temps, ce qui l'exposera au risque de finir en surpoids. Carl peut cependant perdre ce poids en faisant de l'exercice.

## Biographie

### Avant les événements deGTA: San Andreas
Carl est né de l'union de Beverly Johnson et d'un père anonyme en 1968, dans sa maison familiale, située sur Grove Street, dans le quartier de Ganton, à Los Santos. Enfant, il est très proche de sa mère et de son frère aîné Sean (surnommé « Sweet »), contrairement à son père, dont il se souvient à peine; comme il le déclare à un moment donné, « [Il] n'a jamais vraiment eu de père ». Plus tard, Carl devient le deuxième enfant de la fratrie après la naissance de sa sœur Kendl et le troisième après la naissance de son jeune frère Brian. À un jeune âge, Carl, Sweet et Brian se lient d'amitié avec Melvin Harris (surnommé « Big Smoke ») et Lance Wilson (surnommé « Ryder »), et tous les cinq rejoignent finalement le gang des familles de Grove Street. Alors que Sweet devient le chef du gang, Carl, Big Smoke et Ryder deviennent des lieutenants de haut rang, avec Carl lui-même comme « underboss ».
En 1987, la plupart des gangs de Los Santos commencent à se lancer dans le trafic de drogue, ce qui leur permet de se développer rapidement. Cependant, en raison du refus catégorique de Sweet de s'impliquer dans ce commerce qu'il méprise (malgré les conseils de Big Smoke), les familles commencent à perdre leur influence, au point d'être pratiquement anéanties. C'est une occasion que leurs ennemis jurés, les Ballas (un autre gang de rue) n'hésitent pas à saisir pour faire fructifier leurs affaires. Simultanément, Carl commence à prendre peu à peu ses distances avec ses amis et sa famille après la mort de Brian. Bien que les circonstances exactes du meurtre du jeune frère de Sweet et Carl demeurent inconnues, Sweet blâme souvent Carl d'avoir eu la chance de sauver Brian, mais de n'avoir rien fait. Peu de temps après, Carl décide de quitter sa vie de gang à Los Santos en déménageant à Liberty City, où il rencontre et travaille avec Joey Leone dans le secteur du vol de voitures.

### Retour à San Andreas
Le scénario principal du jeu commence en 1992, alors que Carl revient à Los Santos après avoir appris la mort de sa mère, abattue dans la maison familiale des Johnson au cours d'un drive-by. À son arrivée, Carl est confronté aux officiers Frank Tenpenny, Edward « Eddie » Pulaski et Jimmy Hernandez, trois membres hautement corrompus de l'unité de police spécialisée dans les conflits de rue de la ville, le C.R.A.S.H. . Tenpenny et ses associés préviennent Carl dès le début qu'ils ont l'intention de le piéger en le faisant accuser du meurtre de l'officier Ralph Pendlebury (qui a en réalité été tué par Tenpenny et Pulaski afin de s'assurer qu'il ne les dénonce pas). Ils forcent également Carl à travailler pour eux en échange de sa sécurité et celle de sa famille et de ses amis.
Après sa confrontation avec le C.R.A.S.H., Carl retourne à Grove Street où il retrouve Sweet, Kendl, Big Smoke et Ryder. Carl apprend que les familles de Grove Street ont perdu une grande partie de leur pouvoir et de leur influence au profit de leurs gangs rivaux, en particulier les Ballas, pendant son absence. Peu de temps après son retour, Carl aide ses alliés et les familles de Grove Street à se réaffirmer et à reprendre le pouvoir, notamment en expulsant les dealers de crack, en acquérant des armes et en regagnant les territoires ayant été perdus par le gang. Carl aide également son ami Jeffrey « O.G. Loc » Cross à commencer sa carrière de rappeur, détruisant parallèlement celle du rappeur à succès Madd Dogg dans le processus, et est ensuite présenté au petit ami de Kendl, Cesar Vialpando, le chef du gang de rue Varrio Los Aztecas, pour lequel Sweet n'a pas particulièrement de sympathie, mais Carl se lie néanmoins d'amitié avec lui, en découvrant qu'il se soucie vraiment de sa sœur.
Cependant, la résurgence des familles de Grove Street est de courte durée car Carl découvre que Smoke et Ryder ont trahi le gang en formant des alliances avec le C.R.A.S.H. et les Ballas et sont en réalité derrière l'attaque responsable de la mort de sa mère, qui était en fait destinée à Sweet, dans une tentative d'anéantir les familles. Alors que Carl découvre la trahison, Sweet est pris en embuscade par un groupe de Ballas le même jour et est blessé lors de la fusillade qui s'ensuit. Carl arrive sur les lieux et sauve la vie de son frère mais tous deux sont arrêtés par la police. Sweet est jugé, reconnu coupable de plusieurs crimes et condamné à la prison à vie tandis que Carl est emmené par le C.R.A.S.H. et exilé à la campagne. À la suite de ces événements, les familles de Grove Street perdent à nouveau leur pouvoir ainsi que leur influence et abandonnent tous leurs territoires à leurs gangs rivaux, qui commencent à inonder Los Santos de drogue, sous le contrôle de Big Smoke, Ryder et du C.R.A.S.H..

### Exil, nouvelles alliances et entreprises
Pendant son séjour à la campagne, Carl rencontre le fabricant d'herbe hippie « The Truth », il aide Catalina (la cousine de Cesar) à effectuer un certain nombre de vols, prend part à plusieurs courses de rue illégales durant lesquelles il rencontre et se lie d'amitié avec Wu Zi Mu, surnommé « Woozie » un chef de la Triade sino-américaine souffrant de cécité. Après son bref séjour à la campagne, Carl et ses associés se dirigent vers le nord pour San Fierro, où ils établissent un garage ainsi qu'un concessionnaire automobile. Carl travaille également pour les Triades locales, renforçant ses liens avec Woozie et son supérieur Ran Fa Li par la même occasion. CJ infiltre et détruit le plus grand cartel de la drogue de San Andreas, le Loco Syndicate, qui approvisionnait les Ballas en drogue. Avec l'aide de Cesar et des Triades, Carl élimine Jizzy B. et T-Bone Mendez (deux dirigeants clés de l'organisation) et se venge également de Ryder en le tuant lors d'une réunion avec le Syndicate.
À la suite de la disparition du Loco Syndicate, Carl est contacté par l'un de ses anciens dirigeants, Mike Toreno, qui se révèle en vérité être un agent infiltré travaillant pour le compte du gouvernement des États-Unis. Carl commence à travailler pour Toreno en échange de la sortie de prison de Sweet et s'aventure ensuite dans le désert et à Las Venturas. Pendant ce temps, Carl acquiert une licence de pilote, un jetpack qu'il dérobe dans les sous-sols de la base militaire de la zone 69 pour The Truth, et plus tard, à Las Venturas, sauve la vie de Madd Dogg en l'empêchant de se suicider en sautant du haut du toit d'un hôtel. Il aide également Woozie, qui peine à ouvrir un casino en raison de la présence de la mafia italo-américaine, à planifier un casse au casino du Caligula's Palace (rival de celui de Woozie), géré par la mafia, et sauve le producteur de musique Kent Paul ainsi que le chanteur Maccer, égarés dans le désert au lendemain d'une fête ayant dégénéré. Carl gagne ensuite la confiance de la mafia en travaillant pour Ken Rosenberg, le directeur du Caligula (qui se trouve être un vieil ami de Paul) et pour le parrain Salvatore Leone, avant d'aider Rosenberg, Paul et Maccer à échapper aux griffes de Salvatore et à effectuer le braquage du Caligula aux côtés des Triades. À la suite de l'attaque réussie du Caligula, Woozie ouvre le Four Dragons Casino et invite Carl à devenir son copropriétaire. Dans le même temps, Carl est trahi par le C.R.A.S.H. et manque d'être tué par Pulaski quelques instants après avoir assisté à la mise à mort d'Hernandez par Tenpenny (les deux policiers corrompus ayant entre-temps découvert que Hernandez avait l'intention de se retourner contre eux). Alors qu'il tente de fuir, Pulaski est immédiatement poursuivi par Carl, qui le rattrape et l'abat. À la fin de ces événements, Carl et ses associés commencent à préparer leur retour à Los Santos, alors que Madd Dogg revient vers Carl pour lui demander de devenir son manager.

### Retour à Los Santos
À son retour à Los Santos, Carl reprend le contrôle du manoir de Madd Dogg, alors occupé par le gang des Los Santos Vagos. Il permet également à Madd Dogg de reconstruire sa carrière avec l'aide de Rosenberg, Paul et Maccer, qu'il recrute pour travailler pour Madd Dogg, et récupère son livre de rimes volé précédemment pour O.G Loc. Carl termine également un dernier travail pour Toreno, qui tient parole et fait sortir Sweet de prison. Bien que ravi de retrouver son frère, Sweet refuse de quitter leur vie de gang et demande à Carl de rétablir à nouveau les familles de Grove Street. Ensemble, ils reprennent Grove Street et commencent lentement à reconstruire leur gang en éliminant les trafiquants de drogue et les toxicomanes des rues. Pendant ce temps, Tenpenny est arrêté et jugé pour ses crimes, mais toutes les charges sont abandonnées en raison d'un manque de preuves, ce qui entraîne des émeutes dans toute la ville. Durant le chaos des émeutes, Carl aide Cesar à reconstruire son gang, les Varrios Los Aztecas, avant d'affronter et finalement tuer Big Smoke dans son penthouse. Par la suite, Carl se retrouve à devoir poursuivre Tenpenny qui tente de fuir Los Santos au volant d'un camion de pompier. La course-poursuite se termine par le crash du camion de Tenpenny devant la maison des Johnson. Carl se prépare à achever Tenpenny, mais Sweet l'arrête car l'officier corrompu est déjà agonisant et lui tirer dessus laisserait des preuves en plus d'invalider la thèse de l'accident. Tenpenny ne tarde pas à succomber à ses blessures, permettant ainsi à Los Santos et à Carl de reprendre une vie normale...
À la fin du jeu, Madd Dogg rend visite aux protagonistes dans la maison des Johnson et annonce qu'il a reçu un disque d'or pour son nouvel album. Tous les personnages à l'intérieur discutent de la façon dont ils doivent maintenant se concentrer sur le maintien du gang et de leurs entreprises commerciales et, par ailleurs, rester discrets. Carl se lève alors et quitte la maison. Kendl demande alors où il va, et il répond « Fittin' to hit the block, see what's happening », se traduisant par « Faut que je sorte. J'vais faire un tour dans le quartier, voir comment ça se passe » en V.F. alors que le scénario principal du jeu se termine.

## Influences et analyse
Young Maylay a déclaré qu'il avait été influencé par sa propre vie en incarnant Carl. «[L'équipe de développement] voulait une L.A. authentique, c'est de là que je viens et ils le savaient, c'est ce que je leur ai donné», a-t-il ajouté ». «J'ai mis Maylay sur CJ. Je le fais autant que je peux, sans trop changer de scénario. ».

## Accueil critique
Le personnage de Carl Johnson a été acclamé par la critique après la sortie de Grand Theft Auto: San Andreas, apparaissant par la suite dans de nombreuses listes des meilleurs personnages de jeux vidéo. Il a notamment été inclus par Jesse Schedeen à la liste IGN des « badass » préférés de Grand Theft Auto. Il a déclaré: « De tous les protagonistes de tous les jeux GTA, peu sont aussi convaincants ou carrément durs à cuire que Carl « C.J. » Johnson », et a également fait l'éloge de la customisation du personnage et des ressources disponibles. Paul Tamburro de Crave Online a placé Carl huitième dans son top 10 des personnages les plus mémorables de GTA, déclarant que « c'était rafraîchissant de prendre le contrôle d'un personnage qui était attentif à la question de savoir quand commettre et quand ne pas commettre de massacres de masse ». Matthew Cooper de Sabotage Times a placé le personnage dans sa liste des 10 meilleurs personnages de la série Grand Theft Auto, déclarant que Carl Johnson « était le premier à apparaître avec une conscience, le premier qui ne semblait pas aimer tuer un grand nombre de gens ». 
GameDaily  a classé Carl parmi leur liste des meilleurs personnages noirs dans les jeux vidéo, refusant l'idée qu'il renforce les stéréotypes négatifs puisqu'il est « James Bond plus né dans le ghetto que gangsta pur et dur ». De même, Larry Hester de Complex Gaming a placé Carl deuxième sur sa liste des 10 meilleurs personnages noirs dans les jeux vidéo, le nommant le « gangbanger avec un bon cœur ». En 2012, GamesRadar a classé Carl 77e sur sa liste des 100 meilleurs héros des jeux vidéo, affirmant que « peu de héros [de Grand Theft Auto ] ont été aussi charismatiques que lui, et peu le seront probablement à l'avenir ». UGO Networks a classé Carl comme le deuxième personnage qui mérite le plus son propre film d'action en direct.
En 2008, The Age a classé Carl comme étant le 33ème plus grand personnage Xbox de tous les temps, le notant comme « le plus humble » des anti-héros de Grand Theft Auto, et comme « l'un des premiers personnages principaux afro-américains de tous les grands jeux vidéo ». Bien que Carl n'ait finalement pas intégré leur classement, le personnel de Game Informer avait envisagé son inclusion dans leur collection « 30 personnages qui ont défini une décennie », Matt Helgeson déclarant : « Il aurait facilement pu être un autre stéréotype de gangster, mais à la fin de San Andreas, nous percevons C.J. comme un homme imparfait, mais finalement bon, qui a fait de son mieux dans les pires circonstances ».
En 2011, les lecteurs de Guinness World Records Gamer's Edition ont élu Carl « C.J. » Johnson comme le 22ème meilleur personnage de jeux vidéo de tous les temps.